# Settecannoli (UPL di Palermo)
Settecannoli è la sesta unità di primo livello di Palermo.
È situata nella zona meridionale della città; fa parte della II Circoscrizione.